# Jerinov Grič
Jerinov Grič este o localitate din comuna Vrhnika, Slovenia.